# 59 Arietis
Désignations
59 Arietis (en abrégé 59 Ari) est une étoile de la constellation du Bélier. 59 Arietis est sa désignation de Flamsteed. Elle est faiblement visible à l'œil nu avec une magnitude apparente de 5,91. L'étoile présente une parallaxe annuelle de 15,40 mas mesurée par le satellite Gaia, ce qui indique qu'elle est située à environ 212 années-lumière (65 parsecs) de la Terre. Elle se rapproche du Système solaire avec une vitesse radiale héliocentrique de −4,7 km/s.
59 Arietis est une étoile sous-géante de type spectral G7 IV, suggérant qu'elle a épuisé la réserve d'hydrogène de son noyau et a commencé à évoluer vers le stade d'étoile géante. Elle a environ 1,7 milliard d'années et sa vitesse de rotation est de 1,8 km/s. Elle a presque le double de la masse du Soleil et un rayon presque six fois supérieur à celui du Soleil. Elle rayonne 20 fois la luminosité du Soleil et sa température effective est de 5 044 K.